# Liste der denkmalgeschützten Objekte in Mauerkirchen
Die Liste der denkmalgeschützten Objekte in Mauerkirchen enthält die 12 denkmalgeschützten, unbeweglichen Objekte der Gemeinde Mauerkirchen im Bezirk Braunau am Inn.

## Denkmäler
| Foto |                 | Denkmal                                                                                    | Standort                                        | Beschreibung | Metadaten |
| ---- | --------------- | ------------------------------------------------------------------------------------------ | ----------------------------------------------- | --- | --- |
| ja   | Datei hochladen | Spitalskirche Hl. Geist, Dreifaltigkeitskapelle HERIS-ID: 100060 Objekt-ID: 116266         | Heiligengeistgasse 30 Standort KG: Mauerkirchen | Die Heiligen-Geist-Kirche von Mauerkirchen wurde im späten 16. Jahrhundert als Spitalskirche errichtet. Ihre Ausstattung stammt aus mehreren Stilepochen, hauptsächlich Renaissance, Barock und Rokoko. Die Orgel wurde 1989 erbaut. | BDA-Hist.: Q37775336 Status: § 2a Stand der BDA-Liste: 2025-06-30 Name: Spitalskirche Hl. Geist, Dreifaltigkeitskapelle GstNr.: .160 Spitalskirche Hl. Geist (Mauerkirchen)                     |
| ja   | Datei hochladen | Wohnhaus, ehem. Spitalsgebäude HERIS-ID: 52392 Objekt-ID: 59049                            | Heiligengeistgasse 30 Standort KG: Mauerkirchen | Das ehemalige Bürgerspital (bzw. Armenhaus) ist direkt an die Heiligen-Geist-Kirche angebaut. Nach der Auflassung des Spitalsbetriebes wurde es in ein Wohnhaus umgewandelt. | BDA-Hist.: Q38050989 Status: § 2a Stand der BDA-Liste: 2025-06-30 Name: Wohnhaus, ehem. Spitalsgebäude GstNr.: .160                                                                             |
| ja   | Datei hochladen | Kath. Pfarrkirche Mariae Himmelfahrt und ehem. Friedhof HERIS-ID: 52393 Objekt-ID: 59050   | Obermarkt Standort KG: Mauerkirchen             | Langhaus und Chor der vormals gotischen Kirche brannten 1865 ab und wurden von 1867 bis 1872 in neugotischem Stil wiedererrichtet. Der vorgestellte gotische Westturm aus dem Jahr 1504 erhielt 1873 einen neugotischen Aufsatz. | BDA-Hist.: Q21853300 Status: § 2a Stand der BDA-Liste: 2025-06-30 Name: Kath. Pfarrkirche Mariae Himmelfahrt und ehem. Friedhof GstNr.: 402/6, .24 Pfarrkirche Mariä Himmelfahrt (Mauerkirchen) |
| ja   | Datei hochladen | Wohnhaus, ehem. Bezirksgericht HERIS-ID: 71572 Objekt-ID: 84763                            | Obermarkt 13 Standort KG: Mauerkirchen          | Das dreigeschoßige und teilunterkellerte Gebäude am Obermarkt 13 kam im frühen 19. Jahrhundert in Staatsbesitz. Bis 2005 war darin das in jenem Jahr aufgelassene Bezirksgericht untergebracht. | BDA-Hist.: Q38127880 Status: Bescheid Stand der BDA-Liste: 2025-06-30 Name: Wohnhaus, ehem. Bezirksgericht GstNr.: .38, .39                                                                     |
| ja   | Datei hochladen | Marktgemeindeamt, ehem. Rathaus HERIS-ID: 91465 Objekt-ID: 106248                          | Obermarkt 19 Standort KG: Mauerkirchen          | Das ehemalige Rathaus wird auf das Baujahr 1395 datiert (1373 war das Marktrecht bestätigt worden). Im Erdgeschoß ist eine gotische Halle mit Kreuzrippen erhalten. Das Marktwappen an der Fassade zeigt auch bayerische Hoheitszeichen, da das Innviertel bis 1779 zu Bayern gehörte. | BDA-Hist.: Q37755462 Status: § 2a Stand der BDA-Liste: 2025-06-30 Name: Marktgemeindeamt, ehem. Rathaus GstNr.: .42                                                                             |
| ja   | Datei hochladen | Bürgerhaus, ehem. Sattlerhaus HERIS-ID: 91472 Objekt-ID: 106255                            | Obermarkt 27 Standort KG: Mauerkirchen          | Das Haus Obermarkt 27 in Mauerkirchen ist ein typisches Bürgerhaus des Innviertels, das 1734 im barocken Stil umgestaltet wurde. Die Giebelfassade wurde von dem Mauerkirchner Stuckateur Michael Vierthaler mit reichem barockem Stuckdekor versehen, der Rocaille-, Bandlwerk- und Akanthusformen sowie Gitterwerkmuster umfasst. Die gemalte Darstellung der Maria Immaculata, die sich in einer segmentbogigen Nischenrahmung im ersten Obergeschoß befindet, wird in der Literatur mitunter dem Innviertler Maler Johann Georg Reischl zugeschrieben, der häufig mit Vierthaler zusammenarbeitete. | BDA-Hist.: Q37755537 Status: Bescheid Stand der BDA-Liste: 2025-06-30 Name: Bürgerhaus, ehem. Sattlerhaus GstNr.: .46                                                                           |
| ja   | Datei hochladen | Kapellenbildstock hl. Johannes Nepomuk HERIS-ID: 91591 Objekt-ID: 106388                   | bei Schloßgasse 1 Standort KG: Mauerkirchen     | | BDA-Hist.: Q37755961 Status: Bescheid Stand der BDA-Liste: 2025-06-30 Name: Kapellenbildstock hl. Johannes Nepomuk GstNr.: 279                                                                  |
| ja   | Datei hochladen | Evang. Pfarrkirche A.B. Erlöserkirche und Pfarrhaus HERIS-ID: 100318 Objekt-ID: 116541     | Siebenbürgerstraße 7 Standort KG: Mauerkirchen  | Die evangelische Pfarrkirche in Mauerkirchen wurde im Jahr 1960 eingeweiht. Auch das Pfarrhaus stammt aus dieser Zeit. | BDA-Hist.: Q37775834 Status: § 2a Stand der BDA-Liste: 2025-06-30 Name: Evang. Pfarrkirche A.B. Erlöserkirche und Pfarrhaus GstNr.: 162/16 Erlöserkirche and rectory, Mauerkirchen              |
| ja   | Datei hochladen | Aufbahrungshalle, ehem. Grabkapelle Bergmiller/Bergmüller HERIS-ID: 42726 Objekt-ID: 43317 | Spitzgasse 23 Standort KG: Mauerkirchen         | | BDA-Hist.: Q38003353 Status: Bescheid Stand der BDA-Liste: 2025-06-30 Name: Aufbahrungshalle, ehem. Grabkapelle Bergmiller/Bergmüller GstNr.: .8/3 Cemetery Mauerkirchen                        |
| ja   | Datei hochladen | Friedhof HERIS-ID: 91429 Objekt-ID: 106211                                                 | Spitzgasse 23 Standort KG: Mauerkirchen         | | BDA-Hist.: Q37755278 Status: § 2a Stand der BDA-Liste: 2025-06-30 Name: Friedhof GstNr.: 187 Cemetery Mauerkirchen                                                                              |
| ja   | Datei hochladen | Wohnhaus HERIS-ID: 91542 Objekt-ID: 106333                                                 | Untermarkt 37 Standort KG: Mauerkirchen         | | BDA-Hist.: Q37755866 Status: § 2a Stand der BDA-Liste: 2025-06-30 Name: Wohnhaus GstNr.: 209/7                                                                                                  |
| ja   | Datei hochladen | Denkmal Joseph II. HERIS-ID: 100315 Objekt-ID: 116538                                      | Obermarkt Standort KG: Spitzenberg              | Auf einem Sockel aus Granit steht eine im 19. Jahrhundert errichtete Bronzestatue des Kaisers Joseph II. | BDA-Hist.: Q37775824 Status: § 2a Stand der BDA-Liste: 2025-06-30 Name: Denkmal Joseph II. GstNr.: 52/4                                                                                         |